# Ravič

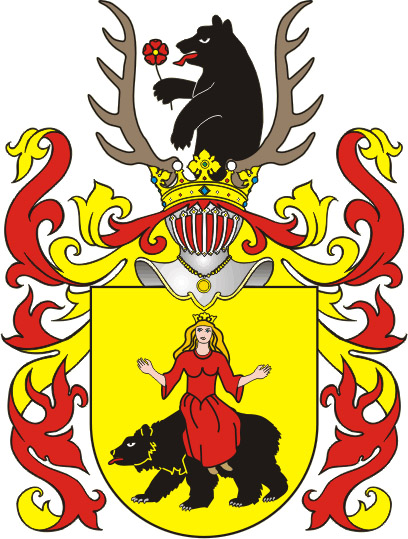
Stemma della famiglia Ravič

La famiglia nobiliare Ravič (in polacco: Rawicz, Rawa), oppure Ursin (in polacco: Ursyn, Ursus, Ursowic) è una delle maggiori e più antiche casate della Polonia.
In italiano gli appartenenti alla famiglia Ravič vengono chiamati Ravici.

## Lo stemma

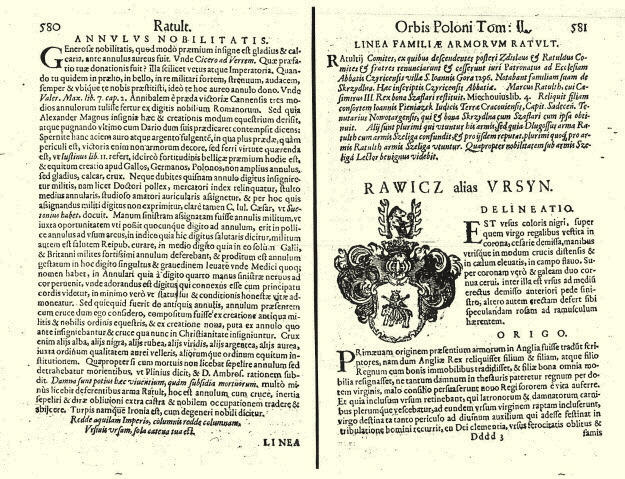
Capitolo sui Raviči nel libro degli stemmi di S. Okolskij "Orbis Poloni" (1642)

Nella zona gialla – un orso nero (Baribal), sulla schiena del quale sta seduta una ragazza vestita da regina, lei indossa un vestito rosso o di colore argento e la corona. La ragazza ha i capelli sciolti, le mani incrociate, alzate al cielo. Sopra la corona ed elmo ci sono due corna di cervo tra cui al centro è posto un orso, con la zampa sinistra abbassata e in quella destra una rosa.
La presente descrizione dello stemma, una variante della leggenda e la storia della stirpe dei Raviči, chiamati anche Vrsciovitzi, sono contenute nel Orbis Polonus, libro degli stemmi del XVII secolo creato da Simone Okoliskij, un membro illustre della stirpe. La storia antica degli Vrsciovtzi (prima del 1109) è esposta nella Cronaca Ceca di Cosima Prajskij. Inoltre, la stirpe viene menzionata da Jan Długosz nella sua cronaca. 

## Storia della famiglia

### La leggenda
Secondo la leggenda, un re inglese passa all'altro mondo senza aver lasciato un testamento scritto, la sua volontà però viene annunciata dal suo spirito. Al figlio esso lascia la corona e tutti i possedimenti immobili, mentre alla figlia tutti i possedimenti mobili. Il fratello principe imbeccato dai suoi consiglieri decide di esaudire formalmente il desiderio del padre facendo entrare un orso (che ovviamente fa parte dei possedimenti mobili) nella camera da letto della sorella. Nel caso in cui la principessa venisse divorata dall'animale, il che sembrava inevitabile, sarebbe esaudita la volontà del re e sarebbe stata dimostrata l'incapacità della principessa di gestire i possedimenti mobili. Però la principessa non solo riesce a domare la bestia, ma la inforca e appare dalla stanza seduta sulla schiena dell'orso alzando le mani al cielo e chiedendo giustizia. Il fratello vede che la verità e la volontà divine stanno dalla parte della sorella, la implora di perdonarlo e la dà in sposa al duca di Lotaringia con tutti i possedimenti che a lei spettano. Per ricordare l'avvenuto la principessa dona ai suoi eredi lo stemma rappresentante la vergine che inforca un orso. L'immagine simboleggia l'argutezza dei Raviči e la loro capacità di trovare via d'uscita dalle situazioni più difficili trasformando la sconfitta nella vittoria.  
In seguito, molti anni dopo, i figli della principessa lasciano il ducato al fratello maggiore e si spargono per l'Europa. Alcuni di questi si insediano in Boemia fondando la stirpe di Vrsciovtzi che mantiene lo stemma sopradescritto. 

### La maledizione

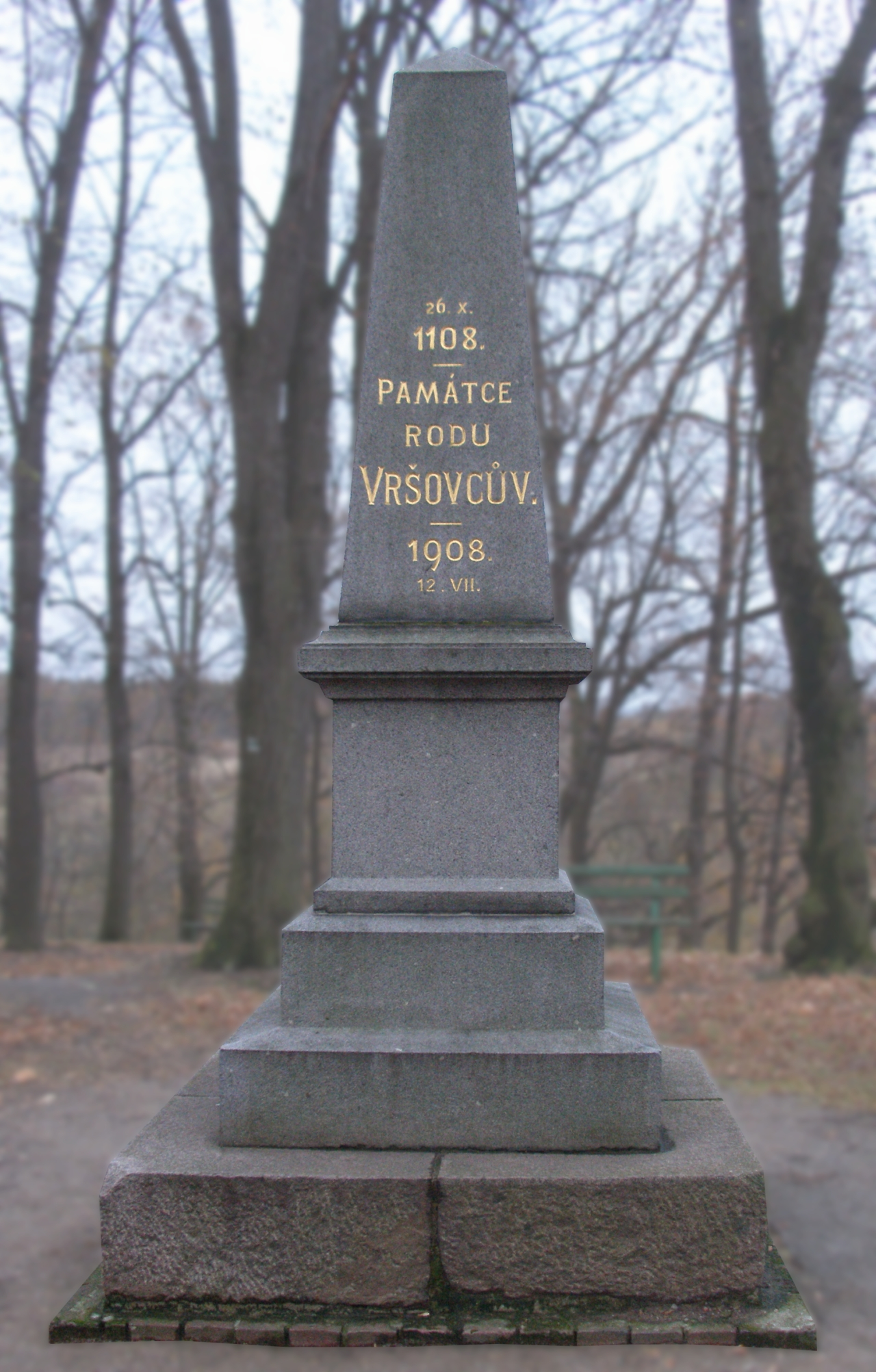
Monumento alla memoria della stirpe dei Vrsciovtzi (Vratislav, Repubblica Ceca)

Nel 995 la stirpe dei Vrsciovtzi (che più tardi hanno adottato il nome dei Raviči) è stata maledetta dal sant'Adalberto (in polacco Wojciech, in ceco Vojtěch) per aver ucciso i suoi cinque fratelli (che secondo altre versioni erano quattro). I nomi dei Slavnikovici uccisi sono Spitimir, Pobraslav, Porjei, Ciaslav e Sobebor, che secondo alcune versioni si era salvato. Il santo ha predetto che la stirpe dei Vrsciovitzi sarebbe andata in rovina e avrebbe perso tutta la sua fortuna ben tre volte.
Nel 1108 i Vrsciovtzi vengono sconfitti dai Prjemisloviči e subiscono crudeli persecuzioni. Numerosi Vrsciovitzi vengono giustiziati sul monte Petrjin a Praga. Una parte della stirpe riesce a salvarsi e fugge in Polonia e verso altri paesi limitrofi. In Polonia i Vrsciovitzi vengono accolti da Boleslao III di Polonia che gli concede le terre ai confini dell'Impero Romano d'Oriente. Così lo stemma si diffonde tra la nobiltà polacca. È più spesso riscontrabile nelle terre sandomirskaia, ravskaia, krakovskaia, lubeliskaia, e dopo l'Unione di Horodło anche in Lituania. 

### La partecipazione alla battaglia di Grunwald
Nel 1410 il reggimento dei Ravici partecipa alla Battaglia di Grunwald sotto lo stemma Rawa e si distingue per il suo coraggio sul campo di battaglia. Il reggimento era guidato da Cristiano da Ostrov, castellano da Cracovia, uno degli otto consiglieri militari del re Ladislao II di Polonia (Władysław II Jagiełło). Inoltre, nella battaglia avvenuta poco dopo nei pressi della città di Koronovo, e della quale la vittoria secondo Jan Długosz non era meno splendida, si è distinto il cavaliere Cristiano Magera da Govojitz, dello stemma Rawa. Tutti questi avvenimenti sono menzionati nella cronaca di Długosz. 

## Le città fondate dai Ravici in Polonia
Le città fondate dai Ravici in Polonia sono:
- Rawicz
- Sawin
- Szczekocin
- Przysucha
- Kętrzyn
- Radzyń Podlaski
- Adamów
- Chełm
- Łuków
- Węgrów
- Kościerzyna
- Goniądz
- Przemyśl
- Tomaszów Mazowiecki
- Ożarów Mazowiecki
- Margonin

## Personalità di rilievo
Tra gli appartenenti a questa famiglia nobiliare vi sono:
- Julian Ursyn Niemcewicz
- Tomasz Adam Ostrowski
- Władysław Ostrowski
- Szymon Okolski
- Kostanty Plisowski

## Fonti letterarie
- Simon Okolski. Orbis Polonus. Krakow, 1642. V.2. 581—602.
- Kasper Niesiecki, Herbarz, VIII, 97-99.
- Bartosz Paprocki. Herby rycerstwa polskiego. II ed. Krakow, 1858. Pp. 539-550.
- Jan Długosz, Insignia, 18.